# Lesen macht stark

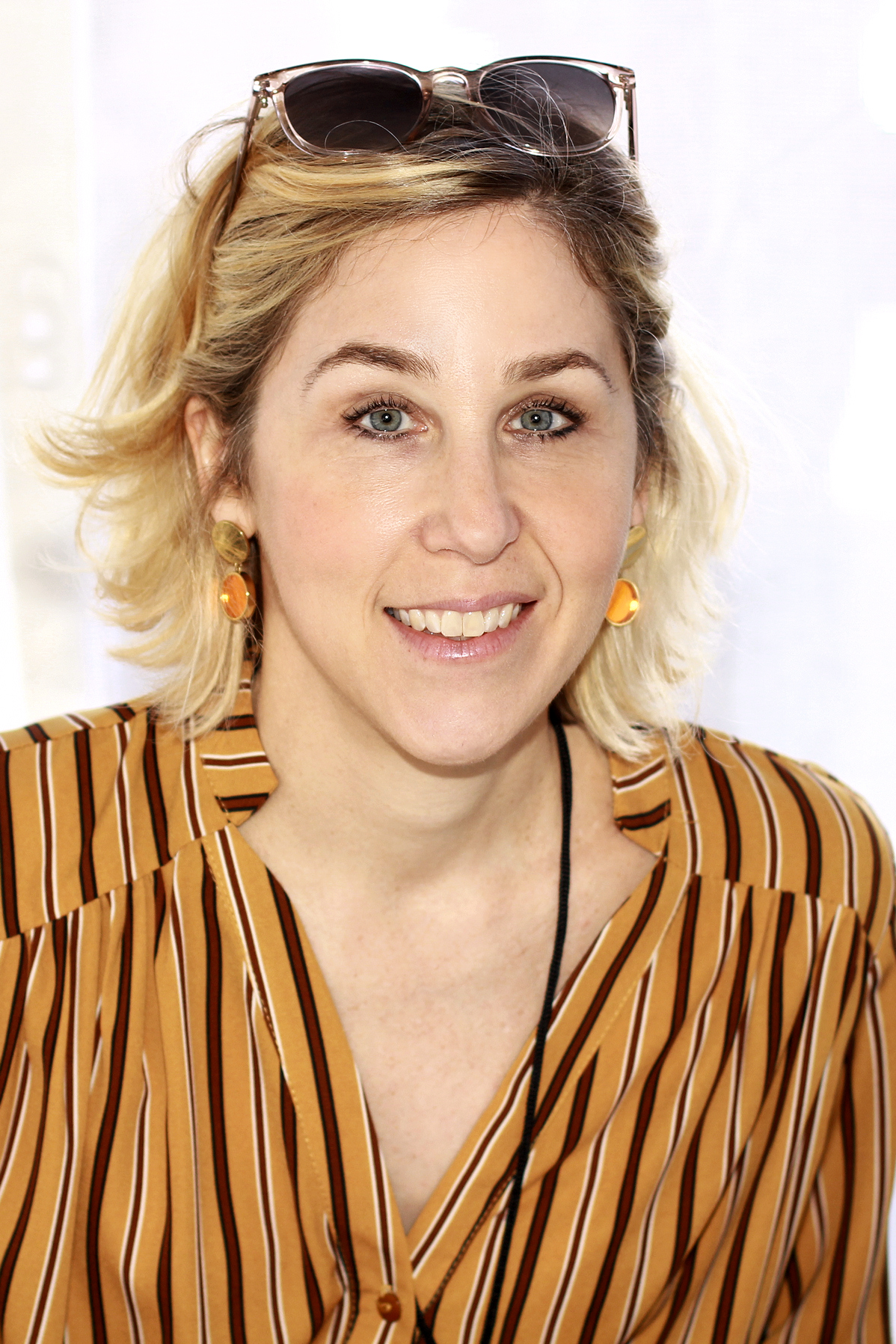
Co-Autorin von Lesen macht stark: Pamela Paul

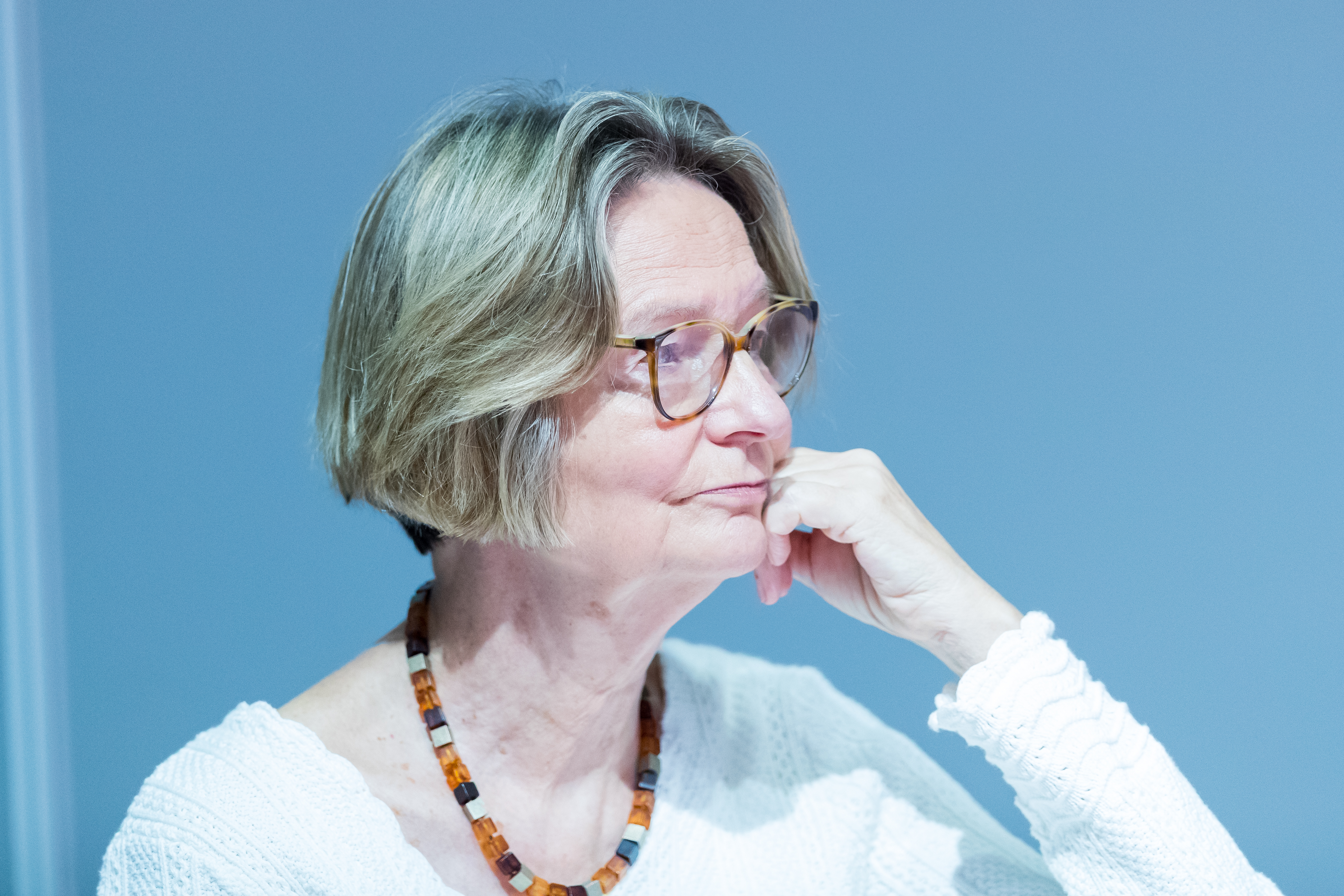
Verfasserin eines Vorwortes für die deutsche Ausgabe von Lesen macht stark: Kirsten Boie

Lesen macht stark (englischer Originaltitel How to Raise a Reader) ist ein Sachbuch der amerikanischen New-York-Times-Book-Review-Herausgeberin Pamela Paul und der amerikanischen New York Times Book Review-Kinderbuchredakteurin Maria Russo, welches von Dan Yaccarino, Lisk Feng, Vera Brosgol und Monica Garwood illustriert wurde. Das Werk erschien im September 2019 bei dem New Yorker Verlag Workman Publishing und in deutscher Übersetzung im November 2020 beim Hamburger Verlag Rowohlt. Anja Malich übersetzte das Buch aus dem amerikanischen Englisch ins Deutsche. Kirsten Boie steuerte für die deutsche Übersetzung ein Vorwort bei.

## Inhalt
In den ersten vier Kapiteln – Geboren, um zu lesen (1), Vom Vorlese- zum Lesekind (2), Im Reich der Kinderbücher (3) und Teenager – Leser*innen fürs Leben (4) – werden verschiedene Strategien vorgeschlagen, die aus Babys, Kleinkindern, Kindern und Jugendlichen literaturinteressierte Menschen machen sollen.
Jedes der vier Kapitel endet mit kommentierten Buchempfehlungslisten für die jeweilige Altersstufe. Im ersten Kapitel werden für Babys Pappbücher und Klassiker als Pappbuch empfohlen, außerdem für Kleinkinder Klassiker, Neue Klassiker und Gutenachtgeschichten. Im zweiten Kapitel gibt es Buchempfehlungslisten für werdende Lesekinder, außerdem Reihen und Serien für selbstständige Lesekinder und Lyrik für Lesekinder. Im dritten Kapitel werden Kinderbücher, Kinderbuchreihen und -serien, Bücher für die Post-Harry-Potter-Krise, Comics und Graphic Novels, Memoiren im Comic-Stil, Comic-Serien und Hörbücher empfohlen. Im vierten Kapitel gibt es Buchempfehlungslisten für Reality-Fans, für Fantasy-Fans, für Romane und für Sachbücher.
Das fünfte Kapitel des Buches – Noch mehr gute Bücher – besteht ausschließlich aus kommentierten Buchempfehlungslisten. Verschiedene Bilderbücher, Kinderbücher und Jugendromane werden jeweils innerhalb der folgenden Kategorien vorgestellt:
- Bücher, die uns zum Lachen gebracht haben
- Bücher, die uns zu Tränen gerührt haben
- Balsam für die Seele
- Familiengeschichten
- Freundschaftsgeschichten
- Mut und Angst
- Hilfsbereitschaft und Mitgefühl
- Selbstvertrauen und Identität
- Tolle Jungs
- Tolle Mädels
- Geschichte und Biografie
- Naturwissenschaften und Natur
- Historische Geschichten

Für die deutschen Ausgaben des Buches steuerten mit den Kinder- und Jugendbuchexperten Antje Ehmann, Maren Bonacker, Ines Dettmann, Ulrike Erb-May, Stefanie Ericke-Keidtel, Nicole Filbrandt, Angela Furtkamp, Felix Giesa, Annette Huber, Sinje Hansen, Benno Hennig von Lange, Kathrin Hörnlein, Nina Kuhn, Susanne Lux, Katharina Mahrenholtz, Sven Puchelt, Christoph Rieger, Sandra Rudel, Lenara Sanders, Ulrike Schönherr, Ralf Schweikart und Marlene Zöhrer 22 Buchpaten Empfehlungen für die verschiedenen Buchlisten bei.

## Rezeption
Die Originalausgabe von Lesen macht stark wurde in den USA in verschiedenen Medien besprochen. Kirkus Review resümiert, das Buch sei einerseits „hauptsächlich konservativ in seiner Haltung und seinen Präferenzen“, zeige andererseits in seiner Auswahl einen „gesunden Menschenverstand“ und sei sehr „aktuell“. Publishers Weekly stellt fest, das Buch sei eine „praktische, rückversichernde Orientierungshilfe“. Wendy Fawthrop von der Los Angeles Times resümiert, dass die Autorinnen versuchen, „gängige Mythen zu entlarven“ und „Eltern die Freiheit zu geben, ihren eigenen literarischen Weg als bestmögliches Beispiel für ihre Kinder zu gehen“. Julia M. Reffner vom Library Journal lobt, dass die „kräftigen und leuchtenden Illustrationen kombiniert mit vielfältigen Empfehlungen Kindern jeden Alters eine Liebe zum Lesen einimpfen“. Alice Cary von BookPage stellt fest, das Buch enthalte „brillante Listen mit spezifischen Lesevorschlägen“. Außerdem sei es ein Buch, „an dem sich literaturliebende Eltern leicht erfreuen und in dem sie sich leicht verlieren können“.
Im deutschsprachigen Raum lobte Tina Rausch in der Eselsohr die „geballte Expertise“ und den „leichtfüßigen Ton des Buches“. Sie resümiert, das „inspirierende Nachschlagewerk“ könne „eine Familie über Jahre begleiten und bietet ebenso gut Literaturvermittler*innen wertvolle Anregungen, um junge Menschen zum Lesen anzustiften“.

## Auszeichnungen
- 2020: Aufnahme auf die Liste empfehlenswerter Kinderbücher für Weihnachten (tell – Magazin für Literatur und Zeitgenossenschaft)
- 2020: Esel des Monats (Dezember) der Zeitschrift Eselsohr

## Ausgaben
Englische Originalausgabe
- Pamela Paul, Maria Russo: How to Raise a Reader, illustriert von Dan Yaccarino, Lisk Feng, Vera Brosgol und Monica Garwood. Workman Publishing, New York 2019, ISBN 978-1-5235-0530-2. (Amerikanische Originalausgabe, gebunden)

Deutsche Übersetzung
- Pamela Paul, Maria Russo: Lesen macht stark: Wie wir unsere Kinder für Bücher und Geschichten begeistern, aus dem Amerikanischen von Anja Malich. Rowohlt, Hamburg 2020. ISBN 978-3-499-00464-3. (Deutschsprachige Erstausgabe, Paperback)